# تيري سميث (لاعب كرة قدم)
تيري سميث (بالإنجليزية: Terry Smith)‏ (16 سبتمبر 1987 بتشستر في المملكة المتحدة - ) هو لاعب كرة قدم بريطاني في مركز حراسة المرمى. لعب مع أولدهام أثلتيك ونادي ساوثبورت وأشتون يونايتد.

## وصلات خارجية
- تيري سميث على موقع قاعدة بيانات كرة القدم.إي يو (الإنجليزية)
- تيري سميث على موقع Soccerbase.com (لاعب) (الإنجليزية)